# Getúlio Afonso Porto Neiva
Getúlio Afonso Porto Neiva (Medina, 3 de novembro de 1942) é um político brasileiro do estado de Minas Gerais, filiado ao PMDB.
Getúlio Neiva foi prefeito em Teófilo Otoni por dois mandatos, sendo reeleito para o cargo nas eleições 2012, foi deputado federal por Minas Gerais por um mandato e se elegeu em 2006 para deputado estadual em Minas Gerais.